# ريتشارد إيدلمان
ريتشارد إيدلمان (بالإنجليزية: Richard Edelman)‏ هو مسير أعمال أمريكي، ولد في 15 يونيو 1954 في بروكلين في الولايات المتحدة.